# Zərnava
Zərnava è un comune dell'Azerbaigian situato nel distretto di İsmayıllı. Conta una popolazione di 872 abitanti.